# برناردو فارغاس
برناردو فارغاس (بالإسبانية: Bernardo Vargas)‏ هو لاعب كرة قدم أرجنتيني في مركز الوسط، ولد في 31 مارس 1939 في مندوزا في الأرجنتين. لعب مع أرجنتينوس جونيورز وتاليريس كوردوبا وتورونتو فالكونز ونادي أمريكا ونادي راسينغ.